# 上戶彩
上戶彩（日语：／ Ueto Aya，1985年9月14日—），日本女演員、歌手。東京都練馬區出身。所屬於奧斯卡傳播經紀公司。丈夫為放浪兄弟團長五十嵐廣行。
2015年6月之後因育兒而暫別演藝圈，同年12月復出。

## 生平
1997年8月，上戶彩在第7屆全日本國民的美少女比賽中獲得審査員特別賞。1999年7月，成為四人組合Z-1的一員開始登台。2000年，在富士電視台劇集《涙をふいて》首次以演員身分登場，此後亦在不同的電視劇及電影參與演出。2001年，參演《3年B組金八先生》（東京放送）第6集，飾演患有性別認同障礙問題的中學生「鶴本直」，因此而一躍成名，演技獲得武田鐵矢稱讚，武田鐵矢更在接受訪問時表示上戶彩是「平成的山口百惠」。
在音樂方面，2002年起停止有關母團Z-1的活動，並在8月推出個人單曲《Pureness》，開始發展solo，並在《JUNON雜誌》所舉辦的讀者票選的「2003年最受注目的新人榜」獲得第一名。2004年，在第55屆NHK紅白歌合戰中初次演出。2009年，發行專輯《Happy Magic～スマイルプロジェクト～》後停止歌手活動。
2007年4月，朝日電視台翻拍日本版《情定大飯店》，由上戶彩挑大梁出任女主角，裴勇俊也答應在劇中客串企業家「申東賢」一角，角色與韓版一樣。2010年，主演的電視劇《絕對零度》、《十年之後依然愛你》，以及與竹野內豐搭檔擔任女主角的月九劇《流星》都獲得了不錯的成績及口碑，其中以《流星》裡的為了錢而假結婚的角色獲得了第67回日劇學院賞助演女優賞，是她繼2004年後的《網球甜心》後，相隔七年再度獲得此獎。
2011年，主演完《絕對零度～特殊犯罪潛入搜查～》後休息半年，直至2012年7月開始才又以《金子美玲物語SP》的主演重返電視劇。

## 人物
- 有兩個哥哥，一個比彩年長16歲，另一個年長她2歲。
- 在藤井隆的節目中，被暱稱為，但在出道前卻被暱稱為（ayaya），是松浦亞彌的暱稱。
- 曾獲得金箭獎（日语：ゴールデン・アロー賞）的新人獎，是歷年來唯一一個連續兩年獲獎的人。2002年第40屆（電視類）、2003年第41屆（電影類）。
- 2004年10月，在第71屆日本放送協會全國學校音樂比賽中的小學部分擔任司儀。
- 2005年名人廣告曝光率排行榜第五名，廣告播出時數：36小時54分35秒、播出次數：8341次。2015年上半年，為廣告曝光率最高的女藝人。
- 2012年9月14日，上戶彩和放浪兄弟團長HIRO在下午分別透過經紀公司發傳真向媒體報告婚訊，完成結婚登記手續。[5]
- 2014年5月3日，上戶彩前往台灣宣傳《羅馬浴場2》，聯訪時表示，外祖父林發是台灣人，但自己並沒有台灣人血統，因為母親當初由台灣人收養。[6]
- 2015年4月12日，發表懷孕的消息，已有3個月身孕。同年8月，公布了长女出生的消息[7]。
- 2019年6月11日，上戶彩宣布懷孕第二胎。同年7月27日，公布了长子出生的消息[8]。
- 2023年6月22日，公布了次子出生的消息[9]。

## 主要作品

### 連續劇 （中/日）劇名
* 以下角色粗體字為主演
- 頑固老哥（淚をふいて）（2000年10月11日－2000年12月20日、CX）- 淵上桃
- 新娘三顆星（嫁はミツボシ）（2001年4月11日－2001年6月20日、TBS）- 新莊真由美
- 3年B組金八先生第六季（2001年10月11日－2002年3月28日、第七季第11集2004年1月7日、TBS）- 鶴本直
- 冷暖人間（渡る世間は鬼ばかり）   第六季第10集~第15集（2002年6月6日－2002年7月11日、第八季最終回2007年3月29日 、第十季最終回2011年9月29日） - 山下加奈
- 甜心小廚師（マイリトルシェフ）（2002年7月10日－2002年9月11日、TBS）- 鴨澤名津菜
- 新高校教師2003（2003年1月10日－2003年3月21日、TBS）- 町田雛
- 獻給一個夏天的爸爸（ひと夏のパパへ）（2003年7月2日－2003年9月3日、TBS）- 望月まりも（望月真理摩）
- 網球甜心（エースをねらえ!）（2004年1月15日－2004年3月11日、EX）- 岡ひろみ（岡浩美）
- 義經（大河劇）（義経）（2005年1月9日－2005年12月11日、NHK）- うつぼ（空穗）
- 女排NO.1（アタックNo.1）（2005年4月14日－2005年6月23日、EX）- 鮎原こずえ（鮎原梢）
- 空姐特訓班（アテンションプリーズ）（2006年4月18日－2006年6月27日、CX） - 美咲洋子
- 下北SUNDAYS（下北サンデーズ）（2006年7月13日－2006年9月7日、EX）-　里中ゆいか（里中唯佳）
- 情定大飯店（ホテリアー）（2007年4月19日－2007年6月14日、EX）- 小田桐杏子
- 我的野蠻媽咪（暴れん坊ママ）（2007年10月16日－2007年12月18日、CX）- （川野步）
- 熱血律師（ホカベン）（2008年4月16日－2008年6月18日、NTV）- 堂本燈
- 名人與貧乏太郎（セレブと貧乏太郎）（2008年10月14日－2008年12月23日、CX）- 美田園アリス（美田園愛麗絲）
- 結婚萬歲（婚カツ!）（2009年4月20日－2009年6月29日、CX）- 飛田春乃
- 絕對零度～未解決事件特命搜査～-（2010年4月13日－2010年6月22日、CX）- 櫻木泉
- 十年之後依然愛你（10年先も君に戀して）（2010年8月31日－2010年10月5日、NHK）- 小野沢裡花/円山裡花
- 流星（流れ星／ながれぼし）（2010年10月18日－2010年12月20日、CX）- 槇原梨沙
- 絕對零度～特殊犯罪潛入搜查～（2011年7月12日－2011年9月20日、CX）- 櫻木泉
- 陽光照耀之地（いつか陽のあたる場所で スペシャル）（2013年1月8日－2013年3月12日、NHK）- 小森谷芭子
- 半澤直樹（2013年7月7日－2013年9月22日、TBS） - 半澤花
- 晝顏～平日午後3點的戀人們～（昼顔〜平日午後3時の恋人たち）（2014年7月17日－2014年9月25日、CX）- 笹本紗和
- I'm Home（アイムホーム）（2015年4月16日－2015年6月18日、EX）- 家路惠
- 絕對零度～未然犯罪潛入搜查～（2018年7月9日－2018年9月10日 、CX）- 櫻木泉（特別出演）
- 半澤直樹 第二季（2020年7月19日－2020年9月27日、TBS）- 半澤花
- 隔壁的阿力（2022年1月20日－3月31日、EX）- 中越燈

### 單發電視劇、客串
- 史上最惡劣的約會20th DATE「戀母情結的少年」（史上最悪のデート 20th DATE「マザコン少年の初デート」）（2001年4月22日、NTV）- 栞
- 甘蔗田之歌（さとうきび畑の唄）（2003年9月28日、TBS）- 平山美枝
- 導遊小姐陰陽眼（霊感バスガイド事件簿） 第3話（2004年4月30日、EX） - 青山美咲（客串）
- 網球甜心 ~ 通往奇蹟的挑戰 ~ （エースをねらえ! 〜奇跡への挑戦〜）（2004年9月23日、EX） - 岡浩美
- 古都（2005年2月6日、EX）- 佐田千重子與苗子 兩角
- 美空雲雀誕生物語（美空ひばり物語—おでことおでこがぶつかって）（2005年5月29日、TBS）- 美空ひばり
- 淚光閃閃～愛依然活著（涙そうそう －この愛に生きて－）（2005年10月9日、TBS）- 小田未來
- 折翼天使第一夜「名媛」（翼の折れた天使たち 第一夜「セレブ 」）（2006年2月27日、CX）- 小峰奈奈子
- ATTENTION PLEASE 空姐特訓班SP夏威夷特別篇（アテンションプリーズ スペシャル 〜ハワイ・ホノルル編〜（2007年1月13日、CX）- 美咲洋子
- 李香蘭滿洲篇-（2007年2月11日、東京電視台）- 李香蘭
- 李香蘭上海篇-（2007年2月12日、東京電視台）- 李香蘭
- 輪違屋糸里〜女人們的新選組〜（2007年9月9日・10日、TBS） - 糸里
- ATTENTION PLEASE 空姐特訓班SP雪梨特別篇（ アテンションプリーズ スペシャル 〜オーストラリア・シドニー編〜（2008年4月3日、CX） - 美咲洋子
- 結婚 -（2009年11月28日、EX） - 上原ちかげ
- 愛能看見～全盲夫婦孕育的小小生命～（愛はみえる～全盲夫婦に宿った小さな命～）（2010年9月3日、CX）- 立松樹裡
- 金子美玲物語（金子みすゞ物語〜みんなちがってみんないい〜）（2012年7月9日、TBS） - 金子美玲
- 我要坐著輪椅飛向藍天（車イスで僕は空を飛ぶ）（2012年8月25日、NTV） - 加藤久實
- 陽光照耀之地特別篇（いつか陽のあたる場所で スペシャル）（2014年4月1日、NHK） - 小森谷芭子
- 午夜日誌 追查消失的綁匪！第七年的真相（ミッドナイト・ジャーナル 消えた誘拐犯を追え! 七年目の真実）（2018年3月30日、東京電視台）- 藤瀨祐里
- 熱愛太陽的人～1964那天的帕運會～（太陽を愛したひと～1964 あの日のパラリンピック～）（2018年8月22日、NHK） - 中村廣子
- 我笑的時候（僕が笑うと）（2019年3月26日、關西電視台） - 鈴木誠子
- 孤單一人（2023年4月9日、TBS） - 內田千秋

### 電影
- 殺人者～keep of paraiso～（1999年5月）- ヒカリ
- 小飛俠續集：夢不落帝國 ピーター・パン2：ネバーランドの秘密（2002年12月）- 聲演 珍
- 百人斬少女 阿墨（2003年）-  阿墨
- 半熟少女物語 インストール（2004年）-野沢朝子
- 百人斬少女2 阿墨2 Death or Love（2005年）- 阿墨
- 羅馬浴場 テルマエ・ロマエ（2012年4月）-山越真實
- 阿信 おしん（東映、2013年）- 谷村藤
- 武士的菜單（松竹、2013年）-    お春
- 羅馬浴場2 テルマエ・ロマエＩＩ（東宝、2014年）- 山越真實
- 晝顏（東宝、2017年6月10日）- 紗和
- 沉默的艦隊（東寶、2023年9月29日）- 市谷裕美

### 動畫配音
- 名偵探柯南（上戶彩）（友情客串演出） 第437集 上戶彩與新一四年前的約定
- 琴之森（一之瀬 海）
- BATON[10]（一 ミカル）（橫濱開港150周年紀念、2009年，北村龍平導演 岩井俊二劇本）
- 名偵探柯南：零的執行人（橘境子）
- 麵包超人：細菌人與繪本的露露（露露[11]）

### 遊戲配音
- 侠盗银河（琪莎拉）

### 單曲
1. Pureness（2002年8月28日）
2. Kizuna（2002年11月7日）
3. Hello（2003年2月26日）
4. Message/Personal（2003年5月14日）
5. 感傷／Mermaid（2003年8月27日）
6. 微熱（2003年11月27日）
7. 愛のために。（2004年2月4日）
8. 風／贈る言葉（2004年6月16日）
9. あふれそうな愛、抱いて／淚をふいて（2004年7月28日）
10. ウソツキ（2004年11月17日）
11. 夢のチカラ（2005年6月8日）
12. 風をうけて（2005年8月3日）
13. 笑顔のままで（2006年2月15日）
14. way to heaven（2007年3月14日）
15. 涙の虹／SAVE ME（2007年5月30日）
16. Smile for...／もう一度だけ（2009年6月24日）

### 專輯
1. AYAUETO（2003年3月12日）
2. MESSAGE（2004年3月3日）
3. Re.（2004年12月8日）
4. UETOAYAMIX（2005年8月24日）
5. License（2006年3月8日）
6. BEST of UETOAYA-Single Collection-（2006年9月20日）
7. Happy Magic～スマイルプロジェクト～（2009年7月15日）

## 主要獎項
- 1997年8月 - 第7回全日本国民的美少女大賽 審査員特別賞
- 2003年1月 - 第14回日本ジュエリーベストドレッサー賞10代部門
- 2003年2月 - 第40回ゴールデン・アロー賞最優秀新人賞／放送新人賞
- 2003年5月 - 第11回橋田賞新人賞
- 2004年2月 - 第13回日本映画批評家大賞新人賞
- 2004年2月 - 第28回エランドール賞新人賞
- 2004年2月 - 第27回日本電影金像獎新人俳優賞 ※主演女優賞提名
- 2004年3月 - 第41回ゴールデン・アロー賞映画新人賞
- 2004年4月 - 第17回DVD&ビデオでーた大賞 ベスト・タレント賞
- 2004年4月 - 第40回日劇學院賞主演女優賞 （網球甜心）
- 2004年6月 - 第2回納豆クイーン
- 2005年10月 - 2005ベスト・ヘア賞
- 2005年11月 - 第45回全日本シーエム放送連盟|ACC CM FESTIVAL 演技賞
- 2005年11月 - ベストスマイル・オブ・ザ・イヤー2005
- 2005年11月 - ネイルクイーン2005
- 2006年5月 - 第3回COTTON USAアワード『Miss COTTON USA』
- 2006年6月 - 第12回日本成人矯正歯科学会大賞
- 2007年4月 - 第1回よい歯と食育大賞
- 2007年8月 - 2008年イヤージュエリーイメージリーダー
- 2008年3月 - 第24回浅草芸能大賞新人賞
- 2008年11月 - 第37回ベストドレッサー賞 (最佳衣著賞）
- 2009年10月 - VOGUE NIPPON Women of the Year 2009
- 2011年1月 - 第14回日刊體育秋季日劇大賞 助演女優賞（流星）
- 2011年2月 - 第67回日劇學院賞 助演女優賞（流星）

## 外部連結
- 上戸彩 オフィシャルサイト（日語）
- 上戶彩在豆瓣上的资料（简体中文）